# PartitionMagic
PartitionMagic là một chương trình máy tính dùng để phân chia ổ đĩa cứng chính thức được làm bởi tập đoàn PowerQuest nhưng bây giờ thuộc quyền sở hữu của Symantec. Chương trình chạy trên hệ điều hành Microsoft Windows hoặc từ một đĩa CD-ROM khởi động được và cho phép tạo mới hoặc chỉnh sửa phân vùng. Phân vùng có sẵn có thể thay đổi kích thước mà không làm mất dữ liệu.

## Chi tiết
PartitionMagic có khả năng thay đổi kích thước phân vùng NTFS hoặc FAT (16 hoặc 32) mà không làm mất dữ liệu, và có khả năng sao chép hoặc di chuyển phân vùng, bao gồm cả các đĩa khác. Nó cũng có rất nhiều chức năng khác, bao gồm khả năng chuyển đổi giữa FAT16, FAT32 và NTFS, chỉnh sửa kích cỡ cluster của hệ thống file FAT16/32 và NTFS, nối các phân vùng FAT hoặc NTFS (tất cả đều không mất dữ liệu, chỉ có một số metadata của hệ thống file NTFS là bị mất khi chuyển sang FAT). Thêm vào đó, nó có một số giới hạn trong việc hỗ trợ các phân vùng ext2 và ext3.
Partition Magic phát hành cả hai phiên bản cho OS/2 và Windows. Symantec's Partition Magic phiên bản 8 chỉ hỗ trợ Windows.

## Phiên bản trong tương lai
PartitionMagic, khi mà PowerQuest còn quản lý, đã được cập nhật thường xuyên, thêm vào các chức năng hữu ích. Từ khi Symantec mua ứng dụng này, đã không có phiên bản mới nào được phát hành, và Symantec đã tuyên bố sẽ không có phiên bản nào mới được phát hành.

## Vấn đề tương thích
PartitionMagic tương thích với Windows NT, 98, ME, 2000, và XP. Nhưng nó cũng không tương thích với Windows NT, 2000, hoặc nền tảng máy chủ.NET. Nó bị treo trong Windows Vista khi phân vùng được nhận ra, kể cả khi nó chạy trong một hệ điều hành khác, với lỗi "Init failed: Error 117. Partition's drive letter cannot be identified". Lỗi xảy ra cũng tương tự trong Windows XP
Partition Magic 2.0.5, VolumeManager 7 và VolumeManager 8 không thể thay đổi kích thước đĩa động disks  Lưu trữ ngày 21 tháng 2 năm 2023 tại Wayback Machine.

## Dẫn chứng
1. ↑  Nistor, Codrut (ngày 4 tháng 8 năm 2006). "Ever Thought About Slicing Your Hard Drive?". Softpedia. Truy cập ngày 1 tháng 1 năm 2007.